# Mathematics Genealogy Project
O Mathematics Genealogy Project (Projeto de Genealogia Matemática) é um banco de dados baseado em web que fornece a genealogia acadêmica baseada nas relações de supervisões de dissertação. Isto é, o "pai" de um doutorado em matemática é seu orientador. Esse projeto surgiu a partir do interesse de seu fundador, Harry B. Coonce, de conhecer o nome do orientador do orientador. Coonce foi professor de matemática na Universidade Estadual de Minnesota quando o iniciou o projeto, que se tornou online em 1997. Em 2002, alguns anos após a aposentadoria de Coonce, a Universidade Estadual de Minnesota, interrompeu seu apoio ao projeto, e este passou a ser realocado na Universidade Estadual da Dakota do Norte. Desde 2003, o projeto opera sobre o patrocínio da American Mathematical Society, e em 2005, recebeu auxílios do Clay Mathematics Institute.
O site do projeto é apresentado como ferramenta para a captação de novos registros e possibilita consulta à base de dados existente, que, em março de 2017, contava com mais de 210 000 matemáticos cadastrados de diversas partes do mundo. As informações que são possíveis de se obter, por intermédio do site do projeto, são descritas a seguir.
- O nome completo do matemático;
- A instituição e o país onde foi obtido a titulação;
- O ano no qual o grau foi obtido;
- O título da dissertação;
- O número de classificação da dissertação (Mathematics Subject Classification);
- Seu(s) orientador (es) e orientado (s);
- A quantidade total de descendentes.

O Mathematics Genealogy Project disponibiliza uma base de dados ainda não totalmente explorada que pode ser utilizada para a caracterização dessa comunidade acadêmico-científica.
O Brasil apresenta uma participação crescente na comunidade internacional dos matemáticos que pode ser verificada na base de dados do Mathematics Genealogy Project